# Franco Uncini
Franco Uncini, född 9 mars 1955 i Recanati, är en italiensk roadracingförare. Han blev världsmästare i 500GP 1982. 
Uncini gjorde sin debut i Grand Prix 1976. Han tävlade i 250GP och 350GP. Redan 1977 tog han sin första Grand Prix-seger i 250-klassen i Nations Grand Prix. Han tog en seger till och slutade tvåa i VM-tabellen efter sin teamkamrat på Harley-Davidson, Walter Villa. Uncini bytte stall till nästa säsong men kunde inte upprepa framgången. 1979 bytte han klass till 500GP och körde i sitt privatteam med Suzukimotorcyklar. Han var den bäste privatföraren under ett par säsonger, men ansågs vara för liten för att få en fabriksstyrning. 1982 fick Uncini chansen att köra för Suzukis fabriksteam och han dominerade VM totalt. Efter placeringarna 4-1-brutit-3-1-1-3-1-1 behövde inte Uncini köra säsongens tre sista Grand Prix. Han var redan klar världsmästare i konkurrens med förare som Kenny Roberts, Barry Sheene, Freddie Spencer, Randy Mamola och Marco Lucchinelli.
Uncini förmådde inte försvara sin titel och efter en svår olycka på Assen kom han inte upp till tidigare kapacitet. Det skulle dröja 19 år innan en italienare, Valentino Rossi, vann 500-klassen igen.